# Louis Domotor
Pour les articles homonymes, voir Domotor.
Louis Albert Domotor  (né le 11 mars 1943) est un fermier et homme politique provincial canadien de la Saskatchewan. Il représente la circonscription d'Humboldt à titre de député du Parti progressiste-conservateur de 1982 à 1986.

## Biographie
Né à Cudworth en Saskatchewan, Élu en 1982, il sert dans le cabinet de Grant Devine à titre de ministre du Développement rural. Il est défait par Eric Upshall en 1986.